# Straldja (sit SCI)
Straldja este o arie protejată (arie specială de conservare — SAC, sit de importanță comunitară — SCI) din Bulgaria întinsă pe o suprafață de 878,41 ha, integral pe uscat.

## Localizare
Centrul sitului Straldja este situat la coordonatele 42°36′42″N 26°46′50″E / 42.6117°N 26.7806°E.

## Înființare
Situl Straldja a fost declarat sit de importanță comunitară în martie 2007 pentru a proteja 13 specii de animale. Situl a fost protejat și ca arie specială de conservare în mai 2020.

## Biodiversitate
Situată în ecoregiunea continentală, aria protejată conține 2 habitate naturale: Pășuni continentale udate de apa mării, Stepe și mlaștini sărate panonice.
La baza desemnării sitului se află mai multe specii protejate:
- amfibieni (2): buhai de baltă cu burta roșie (Bombina bombina), Triturus karelinii
- mamifere (3): vidră de râu (Lutra lutra), popândău (Spermophilus citellus), dihor pătat (Vormela peregusna)
- nevertebrate (2): Coenagrion ornatum, Unio crassus
- pești (2): Barbus cyclolepis, boarță (Rhodeus amarus)
- reptile (4): Elaphe sauromates, țestoasa de baltă (Emys orbicularis), Testudo graeca, țestoasă bănățeană (Testudo hermanni)

Pe lângă speciile protejate, pe teritoriul sitului au mai fost identificate 3 specii de plante, 4 specii de amfibieni, 7 specii de mamifere, 6 specii de reptile.